# احمد نصیر
احمد نصیر (انگلیسی: Ahmad Nasir؛ زادهٔ ۱۹۶۳) یا احمد نظیر یک کشتی‌گیر آزاد اهل افغانستان است.
وی در وزن ۵۲ کیلوگرم کشتی آزاد بازی‌های المپیک تابستانی ۱۹۸۸ شرکت کرده است.